# Comando de Aeródromo E 3/VII
El Comando de Aeródromo E 3/VII (Flieger-Horst-Kommandantur E 3/VII) fue una unidad de la Luftwaffe durante la Segunda Guerra Mundial.

## Historia
Fue formado el 26 de agosto de 1939 en Ergolding como Comando de Aeródromo E Ergolding. En marzo de 1940(?) es renombrado como Comando de Aeródromo E 3/VII. Fue disuelto en abril de 1944.

## Comandantes
- Capitán Emil Krebs – (20 de diciembre de 1940 – ?)
- Coronel Walter Pohl – (? – 3 de junio de 1942)

## Servicios
- 1939 – 1940: en Ergolding.
- marzo de 1940: en Limburg/Lahn.
- junio de 1940 – octubre de 1942: en Etampes-Mondesir (Francia).